# Catedral de Cristo Salvador (Taichung)
La Catedral de Cristo Salvador también llamada Catedral de Jesús Salvador  (en chino: 耶穌救主總堂)  es el nombre que recibe un edificio religioso que está afiliado a la Iglesia Católica y que se encuentra ubicado en la calle 100 Sanmin de la localidad de Taichung, la tercera ciudad más grande de la isla de Taiwán. El edificio actual de la iglesia se inició en 1957, y fue completado en 1958.
El templo sigue el rito romano o latino  y sirve como la iglesia principal de la diócesis de Taichung (Dioecesis Taichungensis o
天主教台中教區) que fue creada en 1962 por el papa Juan XXIII mediante la bula "Cum Deo iuvante".
La iglesia esta baja la responsabilidad pastoral del obispo Martin Su Yao-wen.

## Véase también

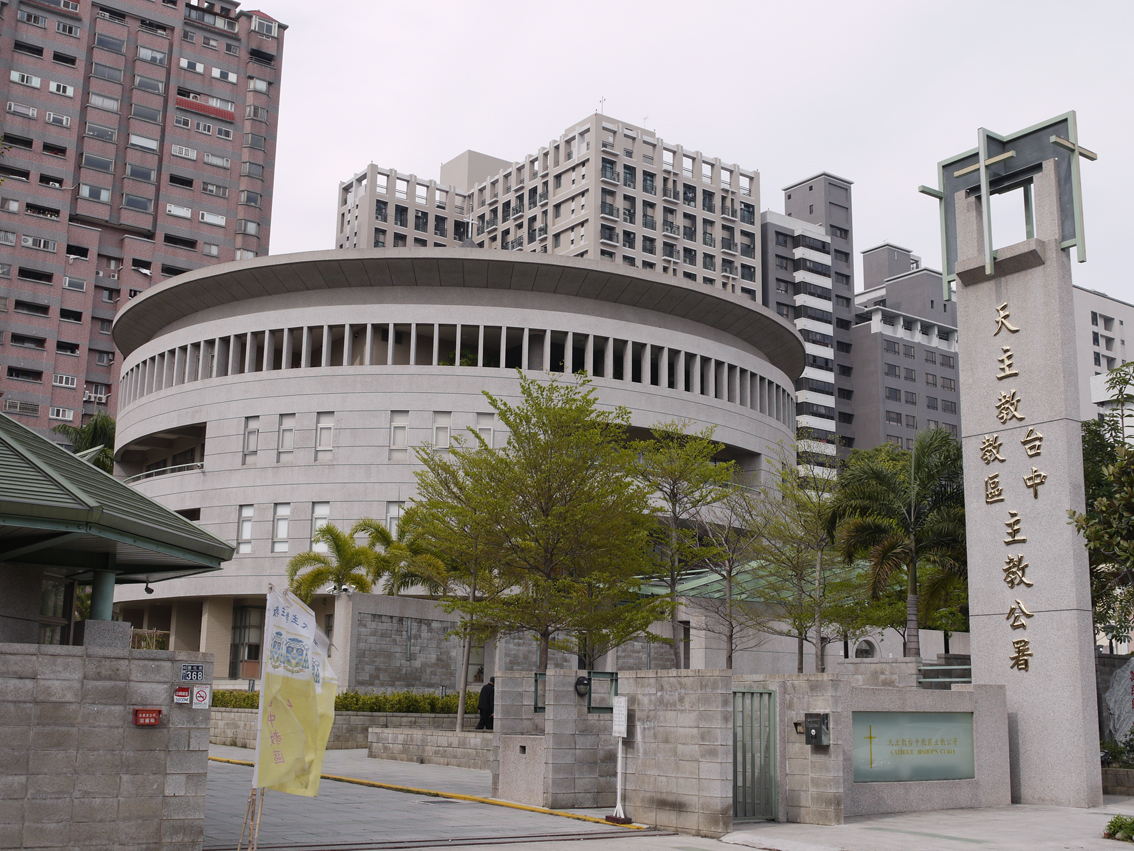
Sede de la Diócesis